# Hålpansar
Hålpansar (inom FMV känt som perforerat pansar) är en typ av passivt pansar särskilt avsett att öka skyddet mot ammunition som använder kinetisk energi som underkalibrerade projektiler och pilprojektiler. Pansaret består av en plåt där ett antal hål har placerats i ett mönster med ett speciellt avstånd mellan varandra och en diameter motsvarande halva diametern på de projektiler pansaret har dimensionerats mot. Detta ökar sannolikheten att projektilen träffar någon av pansarets kanter och därmed utsätts för sidokrafter som kan få den att gå sönder och förlora en del av sin verkan på det resterande pansarskyddet. För att öka skyddet mot RSV-granater kan hålen fyllas med olika kompositmaterial. Hålpansar används bland annat till stridsvagnen Leopard 2.

### Webbkällor
- FMV:s webbplats: https://web.archive.org/web/20121016115753/http://fmv.se/sv/Projekt/Stridsvagn-121-och-122-Leopard-2-/Leopard-2---Beskrivning/